# Hylaeus sariensis
Hylaeus sariensis är en biart som beskrevs av Dathe 1980. Hylaeus sariensis ingår i släktet citronbin, och familjen korttungebin. Inga underarter finns listade i Catalogue of Life.